# Moprolol
Moprolol je beta-adrenergijski antagonist, ili beta blokator. 